# Cantharocnemis fairmairei
Cantharocnemis fairmairei là một loài bọ cánh cứng trong họ Cerambycidae.